# Knut Schulz

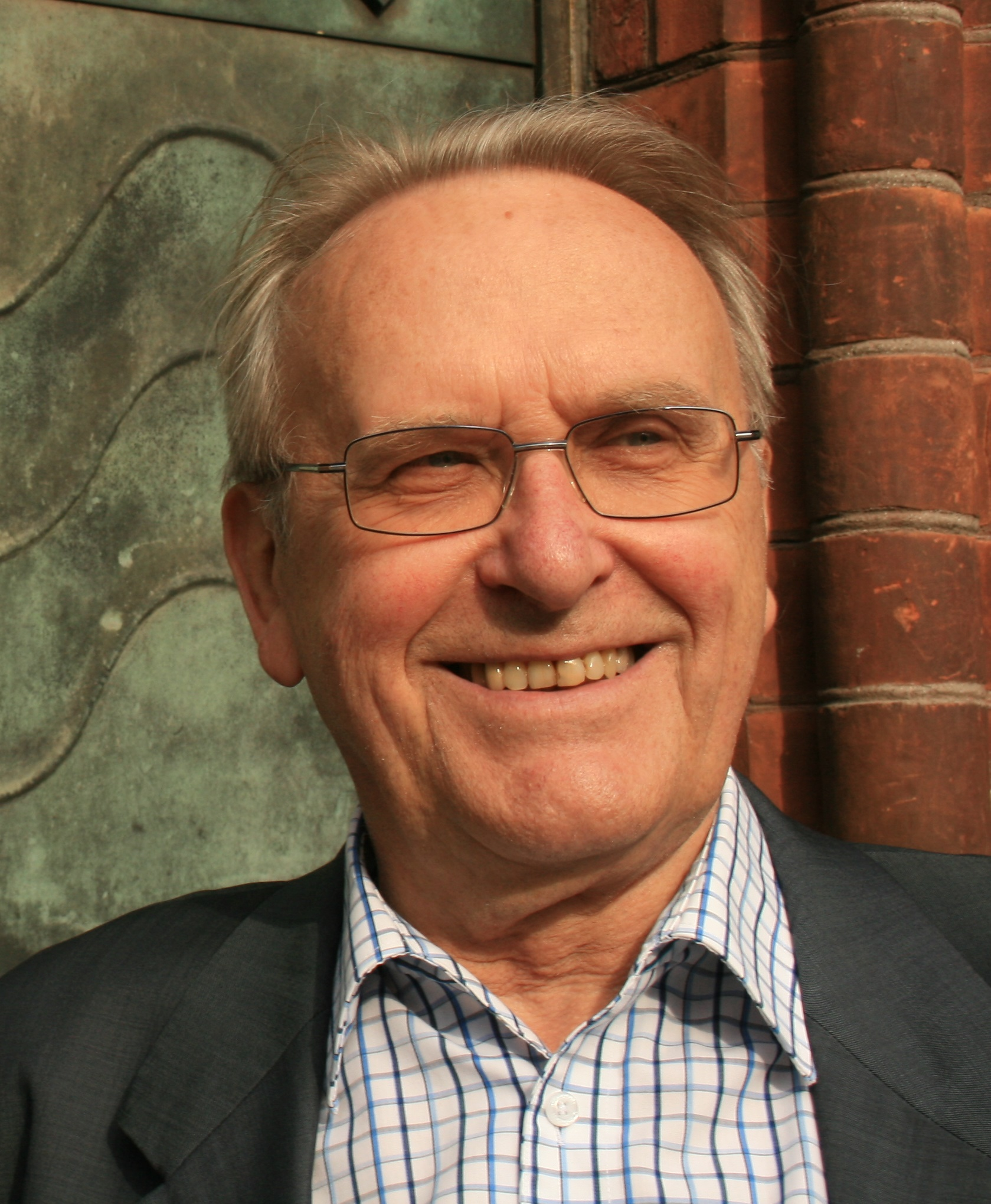
Knut Schulz, private Aufnahme aus dem Jahr 2015

Knut Schulz (* 17. November 1937 in Berlin) ist ein deutscher Historiker. Er legte zahlreiche grundlegende Arbeiten zur Handwerks- und Stadtgeschichte vor.

## Leben und Wirken
Knut Schulz wurde 1937 als der dritte Sohn des damaligen Universitätsdozenten Fritz Schulz geboren. Er legte im Februar 1957 das Abitur an der Droste-Hülshoff-Oberschule in Berlin-Zehlendorf ab. Von 1957 bis 1963 studierte er Geschichte, Germanistik und Philosophie an der Freien Universität Berlin und der Kirchlichen Hochschule Berlin. Im Juli 1963 schloss er das erste Staatsexamen ab. Von 1963 bis 1969 war Schulz Wissenschaftlicher Assistent am Friedrich-Meinecke-Institut und von 1969 bis 1972 als Akademischer Rat tätig. Im Oktober 1966 wurde er mit der Arbeit Ministerialität und Bürgertum in Trier an der FU Berlin promoviert. Anfang 1972 erfolgte die Habilitation über Gesellschaftliche Unterschichten im Hochmittelalter. Anschließend wurde Schulz zum Professor für mittelalterliche Geschichte an der Freien Universität Berlin berufen und lehrte dort bis 2003. Im Jahr 1989 war er in Tokyo (Todai University) und 2000 in Kyōto (Nichibunken, International Research Center for Japanese Studies) als Fellow, im Kollegjahr 1995/1996 war Schulz Forschungsstipendiat am Historischen Kolleg in München.
Seine Forschungsschwerpunkte sind die Verfassungs- und Sozialgeschichte des Hochmittelalters, Stadtgeschichte des Hoch- und Spätmittelalters, Hofrecht, Ministerialität, Zensualität und Rittertum, Handwerk, die Migration sowie der Status von Fremdgruppen vom Spätmittelalter zur Frühen Neuzeit. Schulz brachte Ende der 60er Jahre des 20. Jahrhunderts den Begriff „bürgerliche Ministeriale“ in die mediävistische Diskussion ein. Widerspruch äußerte Josef Fleckenstein. Er möchte lieber von „Bürgern ministerialischer Herkunft sprechen“. Er legte 2010 eine Synthese seiner bisherigen Forschungen über Handwerker, Zünfte und Gesellen für den deutschsprachigen Raum vom 10. bis zum beginnenden 17. Jahrhundert vor. In den 1980er Jahren entdeckte er bei Recherchen mit Christiane Schuchard im Archivio del Vicariato di Roma das Notiz- und Tagebuch von Thomas Giese, einem aus Lübeck stammenden Bäckersohn, der 1507 im Alter von 18 Jahren nach Rom ging. Im Jahr 2003 legte er mit Schuchard eine kritische Edition dieses Textes vor.

## Schriften (Auswahl)
Schriftenverzeichnisse
- Ein Schriftenverzeichnis bis 2001, zusammengestellt von Matthias Krüger, erschien in: Franz Josef Felten, Stephanie Irrgang, Kurt Wesoly (Hrsg.): Ein gefüllter Willkomm. Festschrift für Knut Schulz zum 65. Geburtstag. Shaker-Verlag, Aachen 2002, ISBN 3-8322-0600-0, S. 671–683.
- Eine Fortsetzung des Schriftenverzeichnisses für die Jahre 2002–2007 erschien in: Die Freiheit des Bürgers. Städtische Gesellschaft im Hoch- und Spätmittelalter. Herausgegeben von Matthias Krüger. Wissenschaftliche Buchgesellschaft, Darmstadt 2008, ISBN 3-534-21350-5, S. 271–272.
- Ein vollständiges Schriftenverzeichnis für die Jahre 1968–2025 stellte Christiane Schuchard nach Vorarbeiten von Matthias Krüger zusammen. Es erschien in: Die Bürgerstadt des Mittelalters und der Renaissance. Leipziger Universitätsverlag, Leipzig 2025, ISBN 978-3-96023-645-0, S. 501–513

Aufsatzsammlung
- Die Freiheit des Bürgers. Städtische Gesellschaft im Hoch- und Spätmittelalter. Herausgegeben von Matthias Krüger. Wissenschaftliche Buchgesellschaft, Darmstadt 2008, ISBN 3-534-21350-5 (vereinigt neun Aufsätze, die zwischen 1968 und 2000 erschienen sind).
- Die Bürgerstadt des Mittelalters und der Renaissance. Leipziger Universitätsverlag, Leipzig 2025, ISBN 978-3-96023-645-0 (vereinigt 18 Beiträge, die zwischen 1985 und 2022 erscheinen sind).

Monographien
- Handwerk, Zünfte und Gewerbe. Mittelalter und Renaissance. Wissenschaftliche Buchgesellschaft, Darmstadt 2010, ISBN 978-3-534-20590-5.
- „Denn sie lieben die Freiheit so sehr ...“. Kommunale Aufstände und Entstehung des europäischen Bürgertums im Hochmittelalter. 2., verbesserte Auflage. Wissenschaftliche Buchgesellschaft, Darmstadt 1995, ISBN 3-534-10710-1.
- Handwerksgesellen und Lohnarbeiter. Untersuchungen zur oberrheinischen und oberdeutschen Stadtgeschichte des 14. bis 17. Jahrhunderts. Thorbecke, Sigmaringen 1985, ISBN 3-7995-7026-8.
- Ministerialität und Bürgertum in Trier. Untersuchung zur rechtlichen und sozialen Gliederung der Trierer Bürgerschaft vom ausgehenden 11. bis zum Ende des 14. Jahrhunderts (= Rheinisches Archiv. Veröffentlichungen des Instituts für Geschichtliche Landeskunde der Rheinlande an der Universität Bonn. Bd. 66). Röhrscheid, Bonn 1968.

Herausgeberschaften
- Handwerk in Europa. Vom Spätmittelalter bis zur Frühen Neuzeit (= Schriften des Historischen Kollegs. Kolloquien. Bd. 41). Oldenbourg, München 1999, ISBN 978-3-486-56395-5 (Digitalisat).
- Beiträge zur Wirtschafts- und Sozialgeschichte des Mittelalters. Festschrift für Herbert Helbig zum 65. Geburtstag. Böhlau, Köln u. a. 1976, ISBN 978-3-412-01675-3.

Quelleneditionen
- mit Christiane Schuchard: Handwerker deutscher Herkunft und ihre Bruderschaften im Rom der Renaissance. Darstellung und ausgewählte Quellen (= Römische Quartalschrift für christliche Altertumskunde und Kirchengeschichte. Supplementband. Bd. 57). Herder, Rom u. a. 2005, ISBN 978-3-451-26719-2.
- mit Christiane Schuchard: Thomas Giese aus Lübeck und sein römisches Notizbuch der Jahre 1507 bis 1526 (= Veröffentlichungen zur Geschichte der Hansestadt Lübeck, Reihe B, Bd. 39). Schmidt-Römhild, Lübeck 2003, ISBN 978-3-7950-0477-4.
- Confraternitas Campi Sancti de Urbe. Die ältesten Mitgliederverzeichnisse (1500/01–1536) und Statuten der Bruderschaft (= Römische Quartalschrift für christliche Altertumskunde und Kirchengeschichte. Supplementband. Bd. 54). Herder, Rom u. a. 2002, ISBN 978-3-451-26254-8.